# أدرانو
أذرنو أو أدرنو أو (نقحرة: أدرانو) (بالإيطالية: Adrano)‏ مدينة في الجزء الشرقي من جزيرة صقلية الإيطالية ضمن مقاطعة قطانية. وتقع على بعد حوالي 41 كيلومتر شمال غرب مدينة قطانية. بالقرب من سفح جبل إتنا، عند نقطة التقاء نهري سيميتو وسالسو. عدد سكانها 35,611 نسمة. وهي المركز التجاري للمنطقة حيث ينمو الزيتون والحمضيات.

## السكان
تطور النمو السكاني لـ أدرانو